# アウグステ・フェルディナンデ・フォン・エスターライヒ＝トスカーナ
アウグステ・フェルディナンデ・フォン・エスターライヒ＝トスカーナ（ドイツ語: Auguste Ferdinande von Österreich-Toskana, 1825年4月1日 - 1864年4月26日）は、トスカーナ大公女で、バイエルン王国の摂政ルイトポルトの妃。最後の国王ルートヴィヒ3世の母。
イタリア語名はアウグスタ・フェルディナンダ・ダズブルゴ＝ロレーナ（Augusta Ferdinanda d'Asburgo-Lorena）。

## 生涯

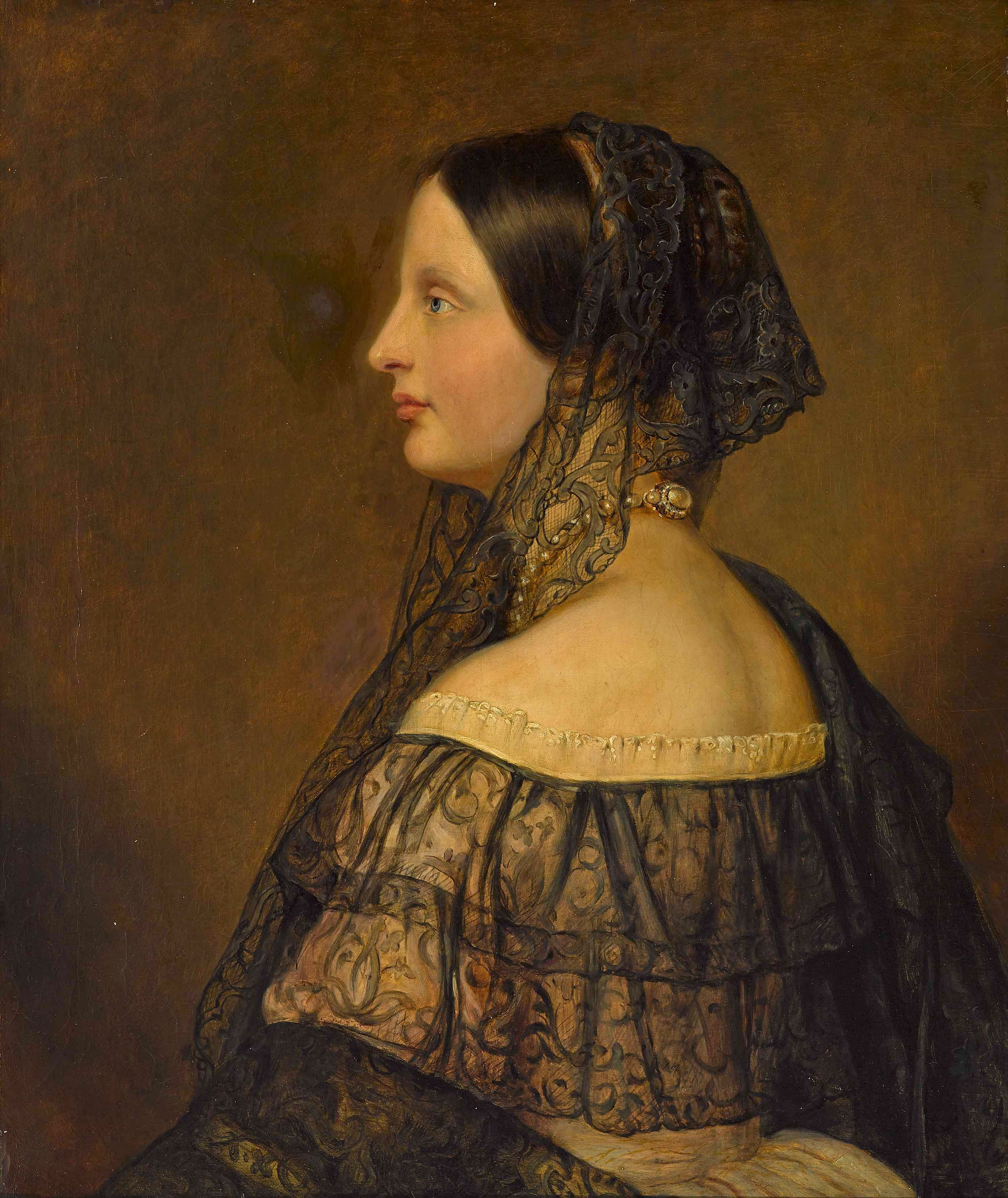
バイエルン王子ルイトポルト妃アウグステ・フェルディナンデ（ヨーゼフ・カール・シュティーラー画、1850年代）

1825年、フィレンツェで生まれる。トスカーナ大公レオポルド2世が最初の妃マリア・アンナとの間に儲けた3姉妹の次女で、夭折せずに成長した唯一の娘だった。最後のトスカーナ大公フェルディナンド4世は異母弟にあたる。フランス王ルイ14世とイングランド王ウィリアム征服王の直系の系統の1人である。
厳格なカトリック教育を受けた後、若いうちから芸術と科学に興味を持った。同時代の人々からは、背が高くて美しく、自意識が高いと言われていた。
1844年4月15日、フィレンツェでバイエルン王子ルイトポルトと結婚した。結婚前すでにアウグステに肺結核の症状が出ていた事から、ルイトポルトの父のバイエルン王ルートヴィヒ1世は当初この縁談に反対した（最終的にこの病気により39歳で亡くなった）。
ルイトポルトとは後のバイエルン王ルートヴィヒ3世を含む4人の子女を儲けた。子ども達とはいつもイタリア語で話した。
アウグステは政治活動の面でルイトポルトを良く支え、1848年革命の際には、反ローラ・モンテス派にまわり、その上で共和制主義者側を孤立させようと動いた。
1864年4月、肺結核のために39歳で死去した。遺体はミュンヘンのテアティーナ教会納骨堂に埋葬された。ルイトポルトは再婚せず、娘テレーゼと妹アーデルグンデが家事を取り仕切った。
アウグステの死後、ルイトポルトはバイエルン王国の摂政となった。

## 子女
- ルートヴィヒ・レオポルト・ヨーゼフ・マリア・アロイス・アルフレート （1845年 - 1921年） - バイエルン王国摂政、のち国王
- レオポルト・マクシミリアン・ヨーゼフ・マリア・アルヌルフ （1846年 - 1930年）
- テレーゼ・シャルロッテ・マリアンネ・アウグステ （1850年 - 1925年）
- フランツ・ヨーゼフ・アルヌルフ・アーダルベルト・マリア （1852年 - 1907年）

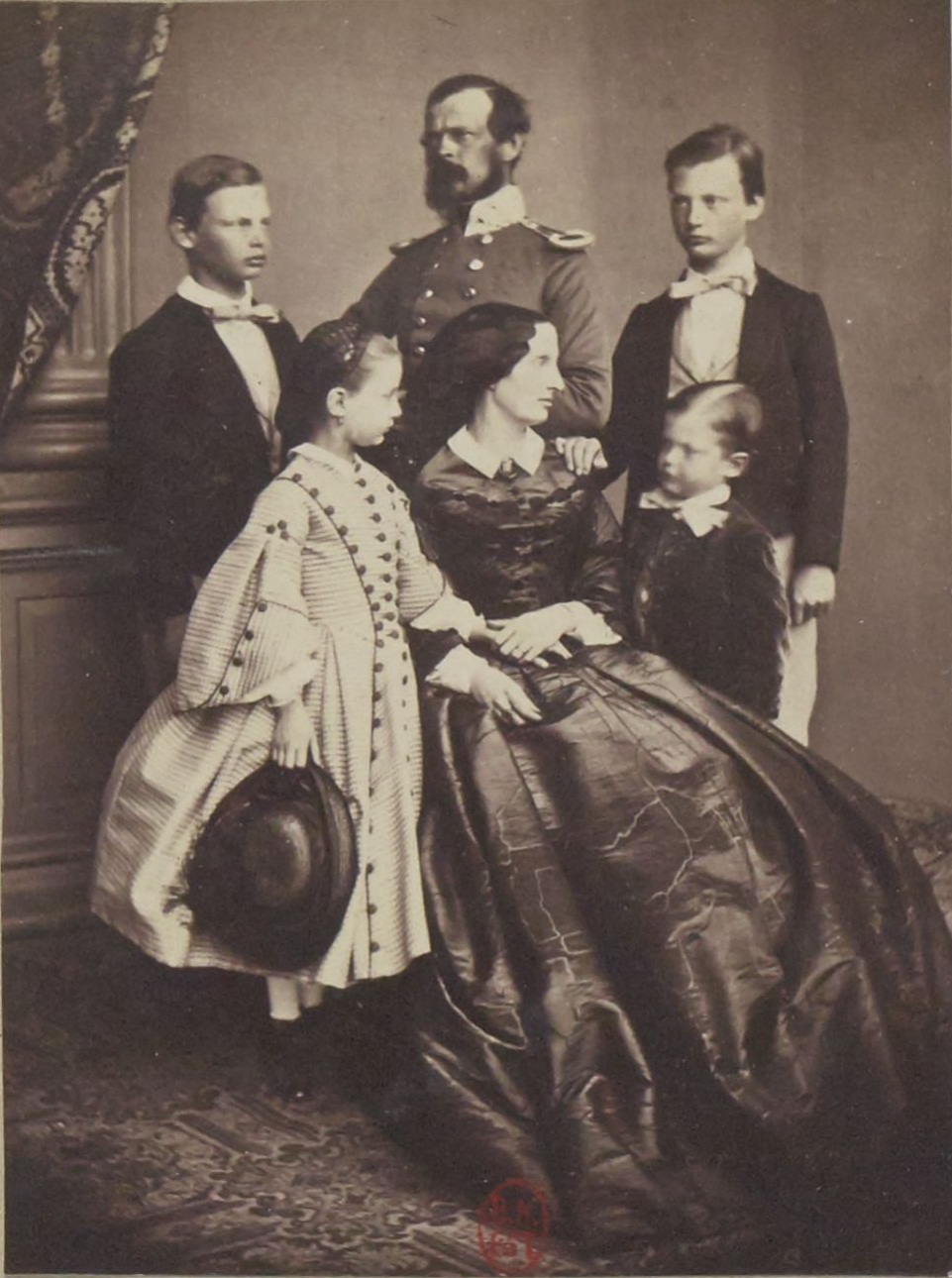
アウグステ・フェルディナンデとその家族（1850年代）